# Šarafiový vodopád
Šarafiový vodopád je ledovcový selektivní vodopád v Západních Tatrách v okrese Liptovský Mikuláš na severním Slovensku.

## Charakteristika
Nachází se v Žiarske dolině a jeho podloží je tvořené biotitovými a dvojslídnatými pararulami. Vodopád vytváří Šarafiový potok, který je nad ním v nadmořské výšce 1480 m široký 1 m. Celá kaskáda je vysoká přibližně 20 m, přičemž nejvyšší stupeň dosahuje výšky 3,5 m.

## Přístup
Vodopád je přístupný po  zelené turistické značce od Žiarske chaty.